# Andreas Mayer
Andreas Mayer (Burgau, 13 settembre 1972) è un allenatore di calcio e calciatore tedesco, del SVV Dillingen.

## Carriera

### Club
Mayer cominciò la carriera con la maglia del Bayern Monaco, per poi passare al St. Pauli. Passò poi ai norvegesi dello Stabæk e del Rosenborg, prima di accordarsi con gli scozzesi dell'Aberdeen.
Tornò poi in patria, per giocare nello Hessen Kassel, ancora al St. Pauli, nel Wilhelmshaven, nell'Oldenburg, nel Süsterfeld, nel Meppen e nel Reinstetten.